# Argonnenkaserne
Die Argonnenkaserne war von 1937 bis 1945 und von 1963 bis 1993 eine militärisch genutzte Anlage in Weingarten.

## Geschichte
1934 erfolgte die Planung und der Baubeginn einer Kasernenanlage auf einem ehemaligen Exerziergelände der Garnison Weingarten. Die Liegenschaft wurde 1937 bezogen und diente ab 1939 als Reservelazarett. Stationiert waren u. a. Teile des Infanterieregiments Nr. 14. Die Namensgebung erfolgte im Hinblick auf die Verwendung der bis 1918 in Weingarten stationierten württembergischen Truppen des 6. Württembergischen Infanterieregiments Nr. 124 im Ersten Weltkrieg im Bereich der Argonnen. Der Name der Argonner-Kaserne in Hanau hat den gleichen Hintergrund.
Durch einen Luftangriff US-amerikanischer Kräfte am 17. April 1945 wurden Teile der Anlage zerstört. Dabei starben 51 Menschen.
Nach 1945 dienten die Gebäude zunächst als Standort für verschiedene Behörden  und als Übergangswohnheim für DDR-Flüchtlinge und Heimatvertriebene.
Nach entsprechenden Umbauten ab 1956 bezogen mit dem Fernmeldebataillon 765 (spätere Umbenennung in Fernmeldebataillon 870) im Jahr 1963 die ersten Einheiten der Bundeswehr die Gebäude. Im Jahr 1994 wurde die Argonnenkaserne als Standort aufgelöst.
Im Rahmen der Konversion siedelten sich verschiedene Unternehmen an, u. a. die Druckerei der Schwäbischen Zeitung und das regionale Postverteilzentrum der Deutschen Post. Ab 2002 entstand das Wohngebiet Wohnen im Argonnenpark., bei dem auch verschiedene Gebäude abgerissen wurden. Der Umbau erforderte mehrfach Zuschüsse der Stadt Weingarten. Ebenso siedelte das Körperbehinderten-Zentrum Oberschwaben (KBZO) einige Einrichtungen dort an, u. a. eine Schule und eine Werkstatt für behinderte Menschen.
Dem Angedenken an die Argonnenkaserne und den dort stationierten Einheiten widmete sich ein mittlerweile aufgelöster Traditionsverein Argonnenkaserne e.V. Die in der Argonnenkaserne ansässige Bundeswehr-Reiterabteilung Weingarten (ein Reitsportverein der in Weingarten stationierten Soldaten und ihrer Angehöriger) löste sich 2017 auf, die Sportler selbst wechselten zum Reit- und Fahrverein Waldburg.

## Stationierte Einheiten
Stationiert waren u. a.
- Verteidigungskreiskommando 543 für die Landkreise Bodenseekreis, Ravensburg und Sigmaringen (1956–1994), mit verschiedenen zugeordneten Geräteeinheiten
- Fernmeldebataillon 870 (1963 als mittleres Fernmeldeverbindungsbataillon 765 aufgestellt, in mFmBtl. 870 und nochmals 1978 umbenannt, bis 1989)[21][22][23]
- Fernmeldeausbildungskompanie 871 (1963–1989)
- Fernspähkompanie 200 (seit 1964, 1993 in die Welfenkaserne verlegt, 1997 nach Pfullendorf verlegt)[24]
- Jägerausbildungszentrum 55/5 (1986–1989)
- Bundeswehrfachschulkompanie
- Standortverwaltung Weingarten

## Trivia
1963 wurde von Max Ackermann für das Kantinengebäude ein Majolika-Kunstwerk geschaffen. Beim Abriss des Gebäudes im Jahr 2002 übernahm die Stadt Weingarten das Kunstwerk und stellte es im Stadtpark auf., wo es teilweise als Fußballtor für Freizeitkicker dient.
1982 berichtete die Hamburger Wochenzeitung Die Zeit über einen Totalverweigerer, der zum Wehrdienst in die Argonnenkaserne einberufen wurde.